# Rudolf Laban
Rudolf Laban de Varalja, più noto come Rudolf Laban e in Germania chiamato Rudolf von Laban (Bratislava, 15 dicembre 1879 – Weybridge, 1º luglio 1958), è stato un danzatore e coreografo ungherese oltre che uno dei massimi teorici della danza del suo tempo. Figura di spicco della danza moderna, è stato tra i principali esponenti della "danza libera" e l'autore di un sistema di notazione dei movimenti, denominato Labanotation.

## Biografia

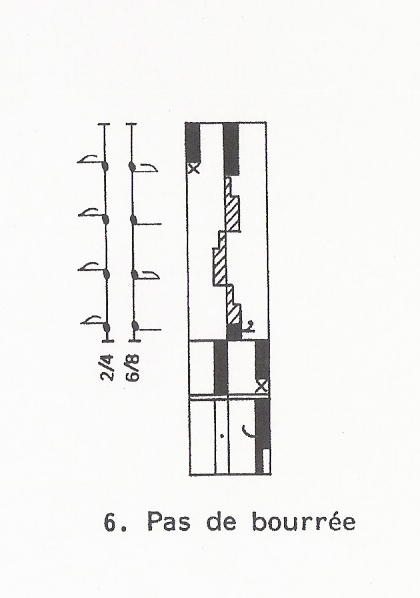
I movimenti del pas de bourrée riportati con la notazione Laban

Rudolf Laban ebbe un'infanzia caratterizzata da numerosi spostamenti per l'intera Europa poiché suo padre, ufficiale dell'esercito austro-ungarico, si spostava con tutta la famiglia. Ciò permise al giovane di crescere con un ampio orizzonte culturale, avendo subito l'influsso dei paesi visitati quali Bosnia e Erzegovina, Austria, Francia e Ungheria.
Rifiutata la carriera militare, iniziò a studiare pittura e architettura a Parigi, ma ben presto spostò i suoi interessi verso il teatro. Studiando recitazione conobbe i principi dell'Estetica applicata di François Delsarte. Si spostò quindi in Germania, dove iniziò l'attività di danzatore e coreografo in diverse città. Nel 1913 formò una comunità di giovani coi quali nei mesi estivi si spostava sul Monte Verità, nei pressi di Ascona (Svizzera) per esercitare quella "riforma della vita" (Lebensreform) che in quegli anni era molto diffusa nei paesi del centro Europa. Lì attraverso esercitazioni sul movimento "naturale" ha dato il via alla "danza libera", ossia liberata dalle costrizioni del balletto classico e dai legami con la musica.
Dal 1910 raccolse alcuni danzatori (tra i quali Mary Wigman, conosciuta nel 1914 a Monte Verità) con i quali fondò una scuola inizialmente a Stoccarda, poi ad Amburgo e in altre città della Germania, raggiungendo il numero di venticinque sedi. Nel 1928 teorizzò e inventò un sistema di notazione del movimento, a cui ha dato i nome di Kinetographie Laban, ancora oggi in uso come Labanotation (notazione Laban).
Attraversò un periodo di grandi successi anche sotto il regime nazista, divenendo coreografo dei maggiori teatri di Berlino. Più tardi però lo stesso regime nazista iniziò a perseguitarlo per le sue idee, così nel 1938 si trasferì in Gran Bretagna a Dartington Hall in Devon dove raggiunse i suoi allievi Kurt Jooss e Sigurd Leeder, e successivamente negli Stati Uniti, dove importò il suo metodo grazie all'aiuto dell'allieva Lisa Ullmann con la quale aveva fondato a Manchester nel 1946 l'Art of Movement Studio.
Il suo libro Modern Educational Dance, scritto nel 1948, giunge a corollario di un lungo lavoro di ricerca caratterizzato da una visione globale del movimento, all'interno del quale i vari ambiti in cui la danza trova espressione (artistico, estetico, sociale, simbolico, educativo e strutturale) non erano considerati separatamente, ma facenti parte di un'unica dimensione dell'esistenza. Laban percepiva la danza come forma primaria e privilegiata dell'espressione umana, per lui comprendere il movimento significava comprendere se stessi, questo doveva essere l'obiettivo principale dell'inserimento della danza in ambito scolastico. In Modern Educational Dance Laban non propone un metodo di insegnamento ma un supporto di lavoro che comprende 16 temi di movimento su argomenti relativi alle azioni, allo spazio, alla dinamica, alla relazione. Secondo Laban gli elementi energia, spazio, tempo e flusso costituiscono la base di qualsiasi tipo di movimento, e quindi anche della danza.
Laban può essere considerato a tutti gli effetti uno dei "padri fondatori" della danza contemporanea. La sua analisi del movimento hanno posto le basi per uno sviluppo dell'arte coreica libero dai condizionamenti del codice classico-accademico e, valorizzando le capacità creative di ciascun individuo, ha messo in luce le potenzialità educative insite nell'arte della danza, oltre ad offrire un sensibile contributo alla nascita della danzaterapia.

## Spiritualità
Alcuni aspetti del suo lavoro sono intimamente legati alle sue convinzioni personali, basate su una combinazione di teosofia, esoterismo ed ermetismo popolare. Nel 1914, si unì all'Ordo Templi Orientis.

## Eredità
- Mary Wigman, attua le sue teorie sulla "danza assoluta" nella pratica coreografica.
- Kurt Jooss, attua la sua visione sul teatro di danza creando il Tanzdrama.
- Albrecht Knust, sviluppa la sua notazione di movimento.
- Sigurd Leeder, continua le sue teorie pedagogiche collaborando con Kurt Jooss.
- Suzanne Perrottet, collaboratrice e compagna di Laban durante la prima guerra mondiale.
- Warren Lamb, estende e approfondisce i concetti di salute.

## Teoria
La sua ricerca teorica si realizza attraverso lo sviluppo di una notazione di movimento, kinetografia (kinetography), chiamata anche Labanotation nel Regno Unito e Stati Uniti. Laban, inoltre, sviluppa un'analisi del movimento noto sotto il nome di Laban Movement Analysis (LMA) che include quattro assi principali:
- Body (il corpo)
- Space (lo spazio)
- Time (il tempo)
- Shape (la forma).

Su questi elementi si basa l'effort, aspetto interiore del movimento, il cui schema consente di osservare e sperimentare i movimenti del corpo secondo quattro fattori: forza-peso, tempo, spazio e flusso, essi stessi polarizzati (peso "forte" e peso "leggero", tempo "improvviso e tempo "sostenuto", spazio "diretto" e spazio "indiretto" o "flessibile", flusso "contenuto" e flusso "libero").

## Opere
- Die Welt des Tanzers: funf Gedankenreigen, 1920
- Choreographie: Erster Heft, 1926
- Des Kindes Gymnastik und Tanz, 1926
- Ein Leben fur den tanz: erinnerungen, 1935; 1989 (nuova ed. a cura di Claude Perrottet); tr. inglese di Lisa Ullman: A Life for Dance: Reminiscences, London: Macdonald & Evans, 1975 ISBN 978-07-12112-31-4
- Die Tanzerische Situation Unserer Zeit: Ein Querschnitt, 1936 (con Mary Wigman)
- Effort: Economy of Human Movement (con Frederick Charles Lawrence), London: MacDonald & Evans 1946; n. ed. 1979 ISBN 978-07-12105-34-7
- Modern Educational Dance, London: MacDonald & Evans 1948; 1963; 1975 (terza ed. a cura di Lisa Ullman); tr. it. La danza moderna educativa, a cura di Laura Delfini e Franca Zagatti, Macerata: Ephemeria, 2009 ISBN 978-88-87852-02-8
- The Mastery of Movement on the Stage, London: MacDonald & Evans 1950; 1967; 1974 (terza ed. ampliata da Lisa Ullman); 1980 (quarta ed. con nuova introduzione di Laban); tr. italiana L'arte del movimento, a cura di Eugenia Casini-Ropa e Silvia Salvagno, Macerata: Ephemeria, 1999 ISBN 88-87852-00-6 e 2007 ISBN 978-88-87852-00-4
- Principles of Dance and Movement Notation, 1954; London: Macdonald & Evans 1983 (seconda ed. a cura di Roderyk Lange) ISBN 978-07-12116-48-0
- Choreutics (con revisione e integrazioni di Lisa Ullmann), London: Macdonald & Evans, 1966; New York: Theatre Arts Books, 1975; Alton: Dance, 2012 ISBN 978-18-52731-48-9; n. ed. Choreutik: Grundlagen der Raumharmonielehre des Tanzes, a cura di Claude Perrottet, 1991;
- Rudolf Laban speaks about movement and dance: Lectures and notes, a cura di Lisa Ullman, Addleston, Surrey: Laban Art of Movement Centre, 1971
- Dalla danza libera agli anni Ottanta, a cura di Susi Davoli, Reggio Emilia: ITeatri / Comune di Reggio Emilia, 1990
- Espace dynamique: textes inedits: choreutique: vision de l'espace dynamique, tr. francese di Elisabeth Schwartz-Remy, Bruxelles: Nouvelles de danse, 2003 ISBN 978-29-30146-21-8
- Rudolf Laban, L'arte del movimento, Macerata: Ephemeria, 2003 ISBN 978-88-87852-00-4
- The Laban Sourcebook, a cura di Dick McCaw, London-New York: Routledge, 2011 ISBN 978-02-03852-84-2 ISBN 978-11-36979-48-4
- Jean Newlove e John Dalby, Laban per tutti, a cura di Francesca Falcone, Roma, Dino Audino, 2018, ISBN 978-88-7527-369-9.